# Șard, Alba
Șard este un sat în comuna Ighiu din județul Alba, Transilvania, România. "Noroieni"; în germană Schard, Kothmarkt. Șardul atestat documentar la 1238, este cea mai mare localitate din compunerea Comunei Ighiu, având o populație de 2208 locuitori conform Recensământului populației și al locuințelor din 2011.

## Istorie

### Perioada străveche și veche
Cel mai vechi obiect descoperit pe teritoriul satului Șard este o măciucă de buzdugan situată cronologic în orizontul cultural post Petrești (4000 - 4500 î.CH.). Acest obiect a fost descoperit în curtea lui Duna Nicolaie, în timpul construcției unei bucătării de vară. Alături de această piesă au mai fost descoperite lame de silex și fragmente ceramice. 
Multe alte piese atribuite culturii Coțofeni (2500 î. CH.) au fost descoperite în hotarul „După Grădini” și pe înălțimea „Căsăluică” Este vorba despre unelte de piatră, topoare, o daltă, așchii de silex, fragmente ceramice, vase ornamentate. Pe înălțimea „Căsăluică” se găsea probabil o mică așezare fortificată. 
În antichitate teritoriul satului făcea parte din aria de jurisdicție a orașului Apulum, aici funcționând probabil ferme grupate într-o „villa rustica”. Ziduri de cărămidă și piatră din perioada romană, resturi de coloane, fragmente de fibule, opaițe, monede romane etc, au fost descoperite în hotarele La Brazi, Gura Ampoiței, După Grădini, Tarlosâi, Ciorogari și Tabla Grofului.

### Evul Mediu
Villa Șard apare pentru prima dată menționat într-un document oficial în anul 1238.  Este vorba de actul prin care regele Bella al IV-lea al Ungariei stabilește hotarele satelor Ighiu și Cricău unde tocmai se instalau primii coloniști sași din Transilvania. Documentul arată că: „...Iar primul semn de hotar al sus-zisului pământ, după cum am aflat din scrisoarea judecătorilor noștri pe care-i trimisesem în părțile Transilvaniei ca să restabilească drepturile  cetăților, înstrăinate pe nedrept, începe deasupra dealului ascuțit ce se învecinează cu oamenii din satul Șard, apoi trecând prin râul Șard merge la drumul mare și acolo se învecinează pe o parte cu satul Sfântului Martin...” . 
După această primă atestare Șardul apare în documentele ce priveau conflictul dintre sașii din Cricău și Ighiu și episcopul romano-catolic din Alba Iulia (1295, 1299, 1320, 1337, 1338, 1347, 1366).
În secolul XV apar în documente numele unor personalități ce poartă titlul „de Șard”: Mihail custodele bisericii Alba Transilvaniei., Zandrinus -notar.
În 1525 apare pentru prima dată menționată în documente fortificația din jurul bisericii reformate din Șard. Mențiunea a fost făcută de către Petru Tarnak (castelan episcopal în Șard). În această perioadă Șardul avea rol de târg (oppidum).
În secolele XVI - XVII Șardul era locul preferat de principii Transilvaniei pentru activități rustice, purtând denumirea de „oraș câmpenesc”. Din acest motiv, în centrul satului, principii Transilvaniei aveau un conac ce a intrat apoi în posesia contelui Teleki (sec. XVIII) și ulterior în posesia familiilor Dumitrean și Lupeanu. 

### Răscoala din 1784
În anul 1784 împăratul Iosif al II-lea hotăra întărirea militară a Transilvaniei și cu acest scop decreta înscrierea voluntară a satelor în regimentele grănicerești. Măsura a creat efervescență în satele din jurul Albei, iobagii văzând în această măsură oportunitatea de a scăpa de servitutea față de proprietățile funciare nobiliare. Reacția nobilimii nu s-a lăsat așteptată și astfel la 31 august 1784 nobilii din Comitatul Albei s-au întâlnit la Șard unde au redactat două memorii adresate gubernului și împăratului, în care se plângeau printre altele de decretul prin care se interzice nobililor  schimbarea pământului iobagilor fără consimțământul acestora, de tulburarea liniștii sociale datorate înscrierii voluntare în regimentele grănicerești, și nu în ultimul rând invocă legile medievale -Tripartitul din 1515 prin care nobilimea se considera stăpâna deplina asupra iobagilor putând dispune liber de ei. 
În urma protestelor nobilimii, gubernul din Sibiu stopa conscripțiile. La scurtă vreme însă, ne ținând cont de oprirea conscripției, moții aflați la târgul din Brad au hotărât să plece spre Alba Iulia. La Curechi autoritățile au încercat să-i oprească iar aceștia au ripostat, incidentul soldându-se cu morți de ambele părți. Aceasta a fost scânteia ce a aprins răscoala. La Șard nobilii Teleky și Esterhazy ajutați de un grup de soldați trimiși de la Alba Iulia au reușit să țină piept răsculaților într-o ciocnire ce a avut loc între Șard și Ighiu. 
La 30 decembrie 1784, după încheierea răscoalei, nobilii se adună din nou la Șard la inițiativa grofului Carol Teleky și  lui Iosif Teleky. Au redactat din nou un memoriu în care printre altele se arată că „această națiune română pizmuitoare a nobilimii, avidă de noutăți, înclinată spre furt și pradă, din fire setoasă de sânge, născută pentru a cuteza și a face rău încă din secolele trecute, a fost singura îngrădită de legi cuprinse în arobate și compilate, și cât timp a fost cârmuită după rigoarea legilor, toate au fost în siguranță și liniște”. Documentul acuză iobăgimea română și pe preoții ei că s-au unit ca să scape de iobăgie și să le ia pământul nobililor și cere pedepsirea aspră a capilor. Ca să dea un exemplu, nobilii comitatului Alba îl spânzură la Șard pe Dumitru Todea judele din Albac.  Din fericire Iosif al II-lea a trimis la Alba Iulia o comisie imperială care să restabilească ordinea și astfel aceste practici medievale au încetat iar prin Patenta din 22 aprilie 1785 desființa iobăgia în Transilvania.

### Revoluția de la 1848-1849
La Adunarea de la Blaj din Șard au participat 40 de persoane conduse de preotul Popa Nicolaie. În același an 1848, după ce Ungaria și-a declarat independența față de Austria, și toate națiunile ne maghiare din sfera de influență a Ungariei au trecut de partea Austriei s-au format gărzile naționale. La Șard garda națională maghiară condusă de Laszlo Vadady a arestat și torturat 37 de bărbați români și două femei, iar un iobag a fost omorât. Ca urmare pe 10 octombrie 1848 se înființa garda națională română care o somează pe cea maghiară să depună armele. În 21-22 octombrie 1848 are loc o confruntare în urma căreia garda națională română l-a ucis pe Iocobi Ianos (administratorul proprietăților contelui Kemeny). După coborârea legiunii lui Avram Iancu și după lupta de la Cricău, la Șard aveau să fie executați 44 de maghiari. Execuțiile au avut loc la marginea pășunii satului, iar cei executați au fost înmormântați în două gropi comune pe care, în anul 1850 au fost sădiți doi goruni. În 25 iulie 1849 în viile Șardului, spre Ampoița are loc o confruntare între trupele maghiare și legiunea lui Axentie Sever, trupele maghiare fiind respinse spre Bărăbanț.

## Geografie

### Așezare
Satul Șard este situat în partea centrală a județului Alba, în culoarul Oiejdea - Șard, la contactul dintre formațiunile piemotane ale Munților Trascău, cele ale Munceilor Vințului și Dealul Bilag. În cadrul Comunei Ighiu, Șardul ocupă sectorul estic al acesteia. Moșia satului Șard se învecinează în nord-vest cu Ighiul, Bucerdea Vinoasă, Cricăul, Galda de Jos; spre nord și est cu Oiejdea și Alba Iulia, iar în sud-vest cu Ampoița.

### Geologie
Vatra satului este așezată aproape în întregime în culoarul Oiejdea - Șard pe depozitele recente ale Holocenului. 
Jurasicul este prezent sub forma calcarelor de Stramberg ce se regăsesc insular în Dealul Bilag, cu apariție la zi în locurile „Pietrele Marietei”, „Baia”, „După Pădure -Dumbrava”. În dealul „Dumbrava” apare pe suprafețe extinse Cretacicul sub forma argilelor, gresiilor și conglomeratelor.
Eocenul apare în Bilag prin argile, marne și gresii, iar Oligocenul în piemontul Metaliferilor și Dealul Bilag sub forma gresiilor și argilelor marnoase. Calcare tortonoeone aparținând Miocenului, apar punctiform în „Dealul Măgulici”.

### Paleogeografie
Dealul Bilag, având în compunerea sa strate de Meteș, este probabil o prelungire a formațiunilor piemontane ale Trascăului, izolată printr-un complex de procese ce țin de tectonica locală și de remanierea rețelei hidrografice. În ce privește geneza culoarului Oieșdea - Șard există două teorii:
- Culoarul ar reprezenta un vechi curs al Mureșului. Mureșul ar fi primit Ampoiul la Șard și apoi Târnava la Alba Iulia. Datorită unei captări produse la Coșlariu, Mureșul s-a orientat spre actualul curs, lăsând în spatele Bilagului culoarul cunoscut astăzi. Susțin această teorie L. Sawicki (1912), I. Gherman (1943), T. Morariu (1980).
- Culoarul ar reprezenta un vechi curs al Ampoiului, care s-ar fi vărsat în Mureș la Teiuș. Datorită evoluției regresive a unui afluent, la Șard s-a produs o captare ce a orientat Ampoiul pe actualul curs. Această teorie este susținută de V. Mihăilescu (1966), Gr. Posea (1969), P. Coteț (1978).

### Relief
Unitatea de culoar cu cele mai mici altitudini (240 -270 m), reunește albiile majore ale Ampoiului și Ighiului și Bucerzii, precum și sistemul inferior de terase ale acestor râuri.
Unitatea dealurilor cuprinde:
- Dealul Bilag o culme domoală ce datorită structurii sale geologice este brăzdată procese de versant. Eroziunea într-o fază avansată a dat naștere unor organisme torențiale incipiente sau mai evoluate (Suleși). Procesele de versant au fost în foarte mare măsură controlate datorită plantațiilor de viță de vie. În prezent aceste plantații viticole sunt în mare măsură abandonate și acoperite de vegetație erbacee suprapășunată, fapt ce favorizează activarea proceselor de versant.
- Formațiunile piemontane ale Trascăului sunt reprezentate pe teritoriul Șardului de interfluviul Măgulici -Căsăluică acoperit cu pajiști și plantații de viță de vie abandonate.
- Formațiunile piemontane ale Metaliferilor între „Dealul Poiana” și „Mirlău”. În cadrul acestei unități mai interesant este „Dealul Poiana” unde se găsește o alunecare de teren stabilizată și forme de ravinare.

### Ape
Apele freatice sunt foarte aproape de suprafață în zonele „Bereche”, „Între Iazuri”, „După Pădure”, „După Grădini”. În trecut toate aceste zone erau mlăștinoase, improprii pentru utilizarea ca teren arabil, dar datorită unor ample lucrări de sistematizare ce au vizat construcția de canale pentru drenaj, lucrări realizate după 1960, nivelul apei a scăzut iar aceste terenuri au devenit unele dintre cele mai productive. În vatra satului, nivelul pânzei freatice variază între 5 și 12m. 
Cel mai important râu care traversează Șardul este Ampoiul. În zona Șardului Ampoiul are debite medii de 4,26 mc/s cu un maxim istoric în iulie 1975 -75 mc/s. Ampoiul are ca afluenți pe teritoriul Șardului văile Părăul Șardului, Părăul Rău și Valea Șardului (Ighiu). 
Valea Ighiului (pe teritoriul Șardului denumită Valea Șardului) este formată din Valea Ighielului și Valea Bucerzii, care confluează în amonte de intravilanul Șardului. Valea Șardului se varsă în Ampoi în punctul numit „Prunduri”. În prezent Valea Șardului are un curs sistematizat, diferit de cel natural, și îndiguit pe întrega sa lungime. 

### Clima
Clima este condiționată de circulația vestică și de elementele locale. Temperatura medie anuală este de 9,3°C. Temperaturile minime se produc în luna Ianuarie, când temperatura medie este de -3°C, cu minima absolută de -32,1°C înregistrată la stația meteo Ighiu (închisă după 1989). Temperaturile maxime se înregistrează în luna Iulie, cu valori medii de cca 20°C. Nebulozitatea are valori medii anuale de 5,6 fiind caracteristică în special perioadelor de toamnă - iarnă. Cantitatea medie anuală de precipitații este de 560 mm, cu valori maxime în lunile mai - iunie când se înregistrează 75 - 85 mm și valori minime în lunile februarie - martie (20 - 30 mm).  
Predomină vânturile din sector sud-vestic cu o frecvență anuală de 16%, Ca vânt local amintim foehn-ul ce se formează prin încălzirea catabatică a maselor de aer ce traversează Apusenii. Acest vânt local cald, face ca primăverile să fie timpurii iar toamnele să fie lungi. Datorită acestui vânt local topoclimatul Șardului este favorabil culturilor viticole. 

### Biogeografie
Șardul face parte din zona biogeografică Continentală. Distribuția florei și a faunei este influențată de morfologie și de condițiile topoclimatice, dar elementele naturale sunt intens modificate de activitatea antropică. Vegetația rinipară apare în special albia majoră inundabilă a Ampoiului fiind dominată de habitatul R4416 Tufărișuri de salcie, dar destul de sărac în specii. Dominante sunt tufărișurile de Alnus sp. și Salix triandra, iar marginal sau în mici luminișuri apar Carex acutiformis și Equisetum hyemale. 
În zona „Bereche” apare un rest al habitatului R4420 Păduri daco-getice de lunci colinare de Alnus glutinosa cu Stellaria nemorum, dar care în prezent mai păstrează doar câteva exemplare bătrâne de salcie. 
Pajiștile au în întregime caracter secundar fiind rezultatul intervenției umane. Pe versantul sudic al Bilagului sunt pajiști cu un pronunțat caracter xerofil, dominate de Festuca valesiaca, iar în sectoarele joase (Bereche, Râturi) se găsesc pajiști și fânețe ale căror asociații vegetale au un caracter mezo - higrofil sau higrofil. 
Habitatele forestiere sunt formate din Quercus robur în pădurea Dumbrava și un amestec de specii în „Mirlău”, „La Brazi” și „Poiană”: carpen (Carpinus betulus), frasin (Fraxinus excelsior), tei (Tilia cordata), sau parcele plantate cu pin și molid.  
Faunele sunt comune și relativ sărace din cauza presiunii antropice caracterizate prin agricultura de tip intensiv și căi de comunicație intens circulate. Probabil fauna cea mai valoroasă se găsește în zona „Bereche”. În habitatele umede de aici se găsesc exemplare de Bombina bombina. Habitatele xerofile adăpostesc reptile precum șopârla de ziduri (Podarcis muralis), iar tufărișurile gușterul (Lacerta viridis). Avifauna este formată din vrabii (Passer domesticus), rândunele (Hirundo rustica), guguștiuci (Streptopelia decaocto), șorecar comun (Buteo buteo), gaițe (Garrulus glandarius), cuc (Cuculus canorus), fazan (Phasanius colchicus), cucuvea (Athene noctua), ciocârlia de câmp (Alauda arvensis) etc. În anii ’80 existau două cuiburi de barză (Ciconia ciconia). Ambele au fost părăsite după 1990, din cauza managementul inadecvat al zonelor umede (habitate de hrănire pentru barza albă). Dintre mamifere cele mai frecvente sunt vulpea (Vulpes vulpes), mistrețul (Sus scrofa), căpriorul (Capreolus capreolus). În „Poiană” și „Dumbravă” a fost semnalat în repetate rânduri lupul (Canis lupus). 

### Solurile
Sectorul înalt al satului este caracterizat prin prezența solurilor brune eu-mezobazice și brun-podzolite. În Culoarul Oiejdea - Șard se găsesc soluri cernoziomice argilo-iluviale, iar insular, în zolene cu exces de umiditate lăcoviștile. 

### Populație și structura vetrei satului
La recensământul din 2011 Șardul avea o populație de 2208 locuitori, fiind localitatea cu cel mai mare număr de locuitori de la nivelul comunei Ighiu. În 1869 populația Șardului era de 1263 locuitori, în anul 1920 era de 1750 locuitori, în anul 1966 de 1623 locuitori, în 1992 de 1881 locuitori, iar în 2002 de 2117 locuitori. Această creștere constantă a numărului de locuitori se datorează prezenței în vecinătate a orașului Alba Iulia. În ultima perioadă Șardul a început să preia o parte din funcțiile periurbane ale orașului Alba Iulia, așezarea căpătând din ce în ce mai mult un aspect urban. 
Din punct de vedere etnic, la recensământul din 2002 populația Șardului era formată din 93,48% români, 5,76% rromi, 0,56% maghiari și 0,18% germani. 
Vatra satului Șard este una de tip adunat. Intravilanul satului s-a dezvoltat în jurul pieței centrale în care se află biserica fortificată și secundar în lungul drumului Alba Iulia - Zlatna - Abrud - Brad, stradă ce poartă denumirea sugestivă de „Făgădaie” (cârciumi, din maghiarul fogadó). Cea mai veche stradă din Șard este Strâmba (atestată documentar la 1602). Au apărut apoi străzile Coastă și Broșteni iar în secolele XVII - XVIII Bună Ziua, Ulița Mare și Făgădaie. În secolul XVIII Daniel Banffy a adus la Șard 24 de familii din Țara Făgărașului care au format strada Olteini. Partea nouă a satului (formată după 1900) cuprinde străzile Popii, Țigănime, Berc, Lab și Baia. 

## Economie

### Agricultura
În 1909 suprafața agricolă a Șardului era de 2413 ha din care 953 ha teren arabil, 75 ha grădini, 144 ha vii, 287 ha fânețe, 115 ha pășune, 712 ha pădure, 127 teren neproductiv. Din această suprafață 80% era în proprietatea Bisericii Romano Catolice de la Alba Iulia și a câtorva familii nobiliare maghiare (Sasz, Süléși, Kertekes, Locika, Gaal), 15% în proprietatea țăranilor înstăriți, iar 5% aparținea micilor proprietari. În 1945 suprafețele familiilor maghiare și ale Bisericii Romano Catolice erau mai restrânse, iar printre marii proprietari de pământ apar și familiile românești (Dumiteren Ioan, Dumitrean Felix, Dumitrean Marieta, Pop Aurel, Lupean Ioan)
Pe data de 20 martie 1954 se fonda la Șard Cooperativa Agricolă de Producție Șard (CAP Șard). Sub conducerea lui Milaciu Ioan (președinte) și Muntean Marian (vicepreședinte), ferma de la Șard avea să devină în anii ’80 ai secolului trecut, una dintre fermele de elită ale județului Alba având o organizare „de tip occidental” și relații economice la nivel național. Sectorul zootehnic deținea un complex format din șase adăposturi complet automatizate, stație de pompare a apei, moară de furaje, fânare și trei saivane pentru taberele de vară. În 1980 CAP Șard deținea 230 ha de grâu și secară, 210 ha de porumb, 60 ha de orz de toamnă, 87 ha de viță de vie, 112 ha de plante de nutreț, 50 de ha de teren irigate, 800 de capete de bovine, 1600 de capete de ovine. Pe raza satului Șard mai funcționa și o secție a I.A.S. Alba Iulia, care gestiona o suprafață de 35 ha de vie.
În perioada comunistă întreaga suprafață arabilă cu exces de umezeală a fost sistematizată prin realizarea unui amplu sistem de canale de desecare. De asemenea toți versanții pe care erau plantații viticole au fost terasați, și au fost realizate plantații intensive de viță de vie cu soiuri nobile (Fetească Regală, Riesling, Muscat Ottonel).  
După 1990 terenurile agricole au fost retrocedate foștilor proprietari. A urmat o etapă de aproximativ 10 ani, în care fiecare familie proprietară de teren și-a cultivat terenurile în mod extensiv. În 2002 cerealele ocupau 695 ha, sfecla de zahăr 4 ha, viță de vie 35 ha, plante de nutreț 90 ha.
După anul 2002 are loc o puternică comasare a terenurilor agricole sub forma arendării, astfel că în prezent, cea mai mare parte din suprafața arabila a satului este gestionată de o singură entitate economică mare și alte patru mai mici. Cultivarea terenului arabil în sistem extensiv, specifică anilor ’90 se mai face doar într-o foarte mică măsură. Un aspect negativ al agriculturii prezente îl reprezintă scăderea dramatică a suprafețelor cultivate cu viță de vie. Suprafața viticolă a scăzut cu 80% față de perioada comunistă, iar mare parte din vii sunt cele rămase de la fostele ferme comuniste (C.A.P. Șard și I.A.S. Alba Iulia).  

### Industrie și servicii
În 2017 la nivelul satului Șard funcționau un număr de 95 de firme. Dintre acestea se aflau în Topul firmelor ediția 2018 realizat de Camera de Comerț și Industrie  a Județului Alba:   
- Domeniul Cercetare - Dezvoltare -GEOGRAPHICA TRANSILVANIA SRL locul 2 în Județul Alba;
- Domeniul Industrie (produse din beton pt. construcții) -DAC PREFABRICATE SRL locul 1 în județul Alba (micro intreprinderi);
- Domeniul Agricultură (pregătirea semințelor) -AGROMAXMAN SRL locul 1 în județul Alba;
- Domeniul servicii (contabilitate și audit financiar) -CONTA CONSULT PREST SRL locul 7 în județul Alba;
- Domeniul servicii (activități ale agențiilor de publicitate) -NEAMȚ CALLING SRL-D  locul 8 în județul Alba;
- Domeniul comerț (comerț cu ridicata a mobilei) -DEASER INVEST SRL locul 1 în județul Alba

Top 3 ca cifră de afaceri în anul 2017:    
1. DEASER INVEST SRL -cifră de afaceri 1,6 milioane euro;
2. AGROMAX MAN -cifră de afaceri 534.673 euro;
3. SILAUR TRANS SRL -cifră de afaceri 533.846 euro.

## Clădiri istorice
- Biserica cu zid de incintă din sec. XV-XVIII
- Castelul Esterházy

## Personalități
- Gheorghe Anghel (1935-2015), istoric

## Imagini

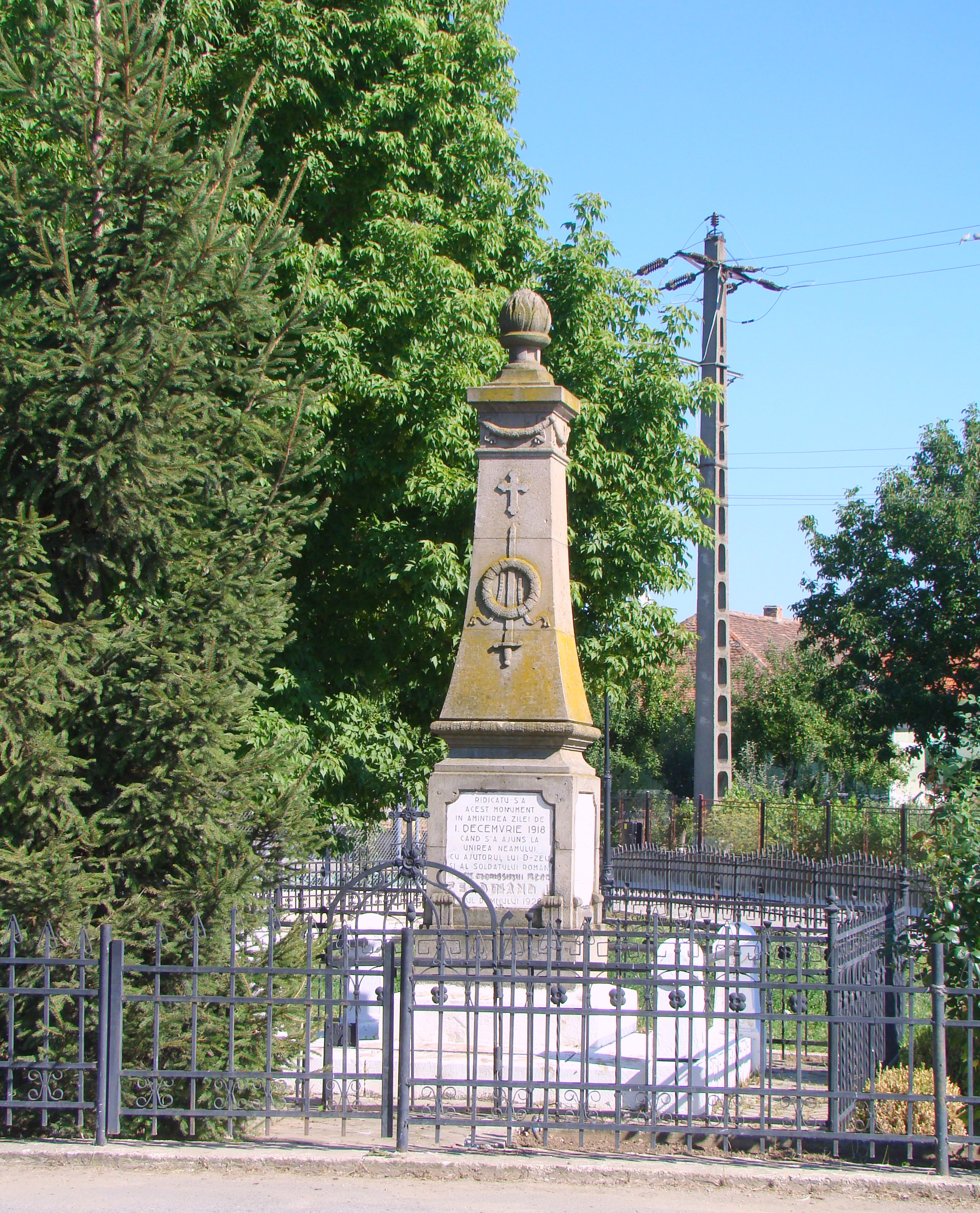
Monumentul Unirii
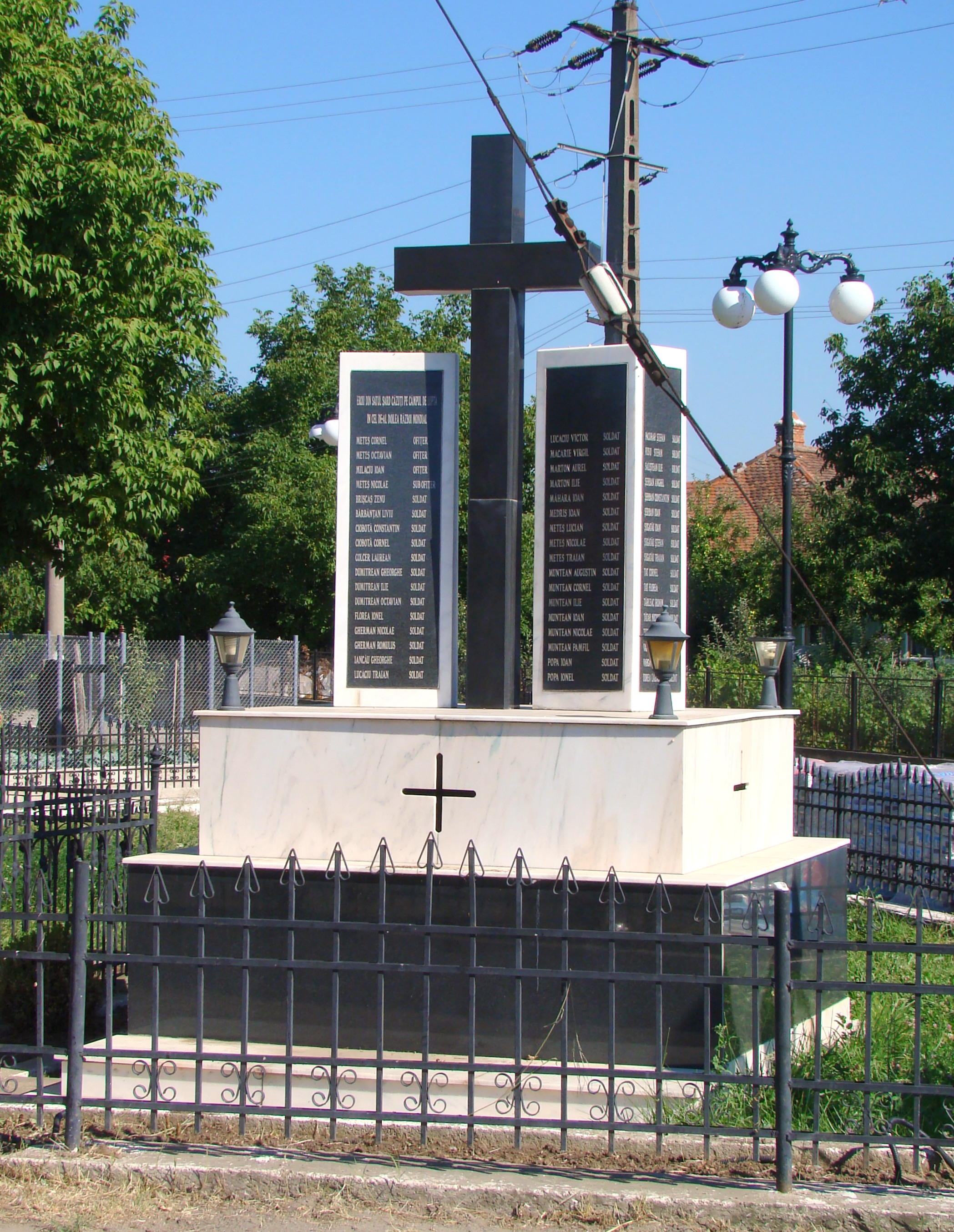
Monumentul Eroilor
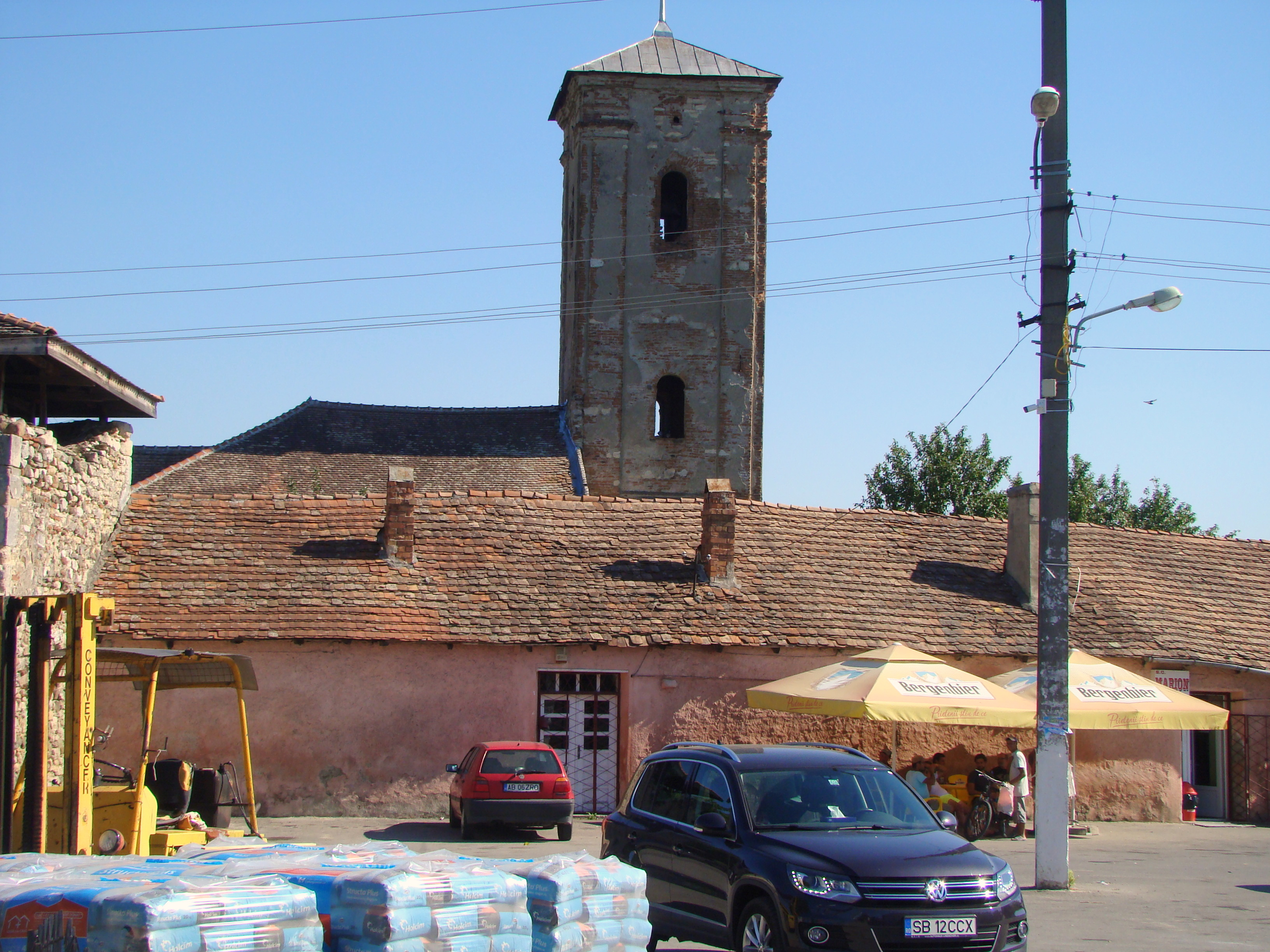
Biserica reformată
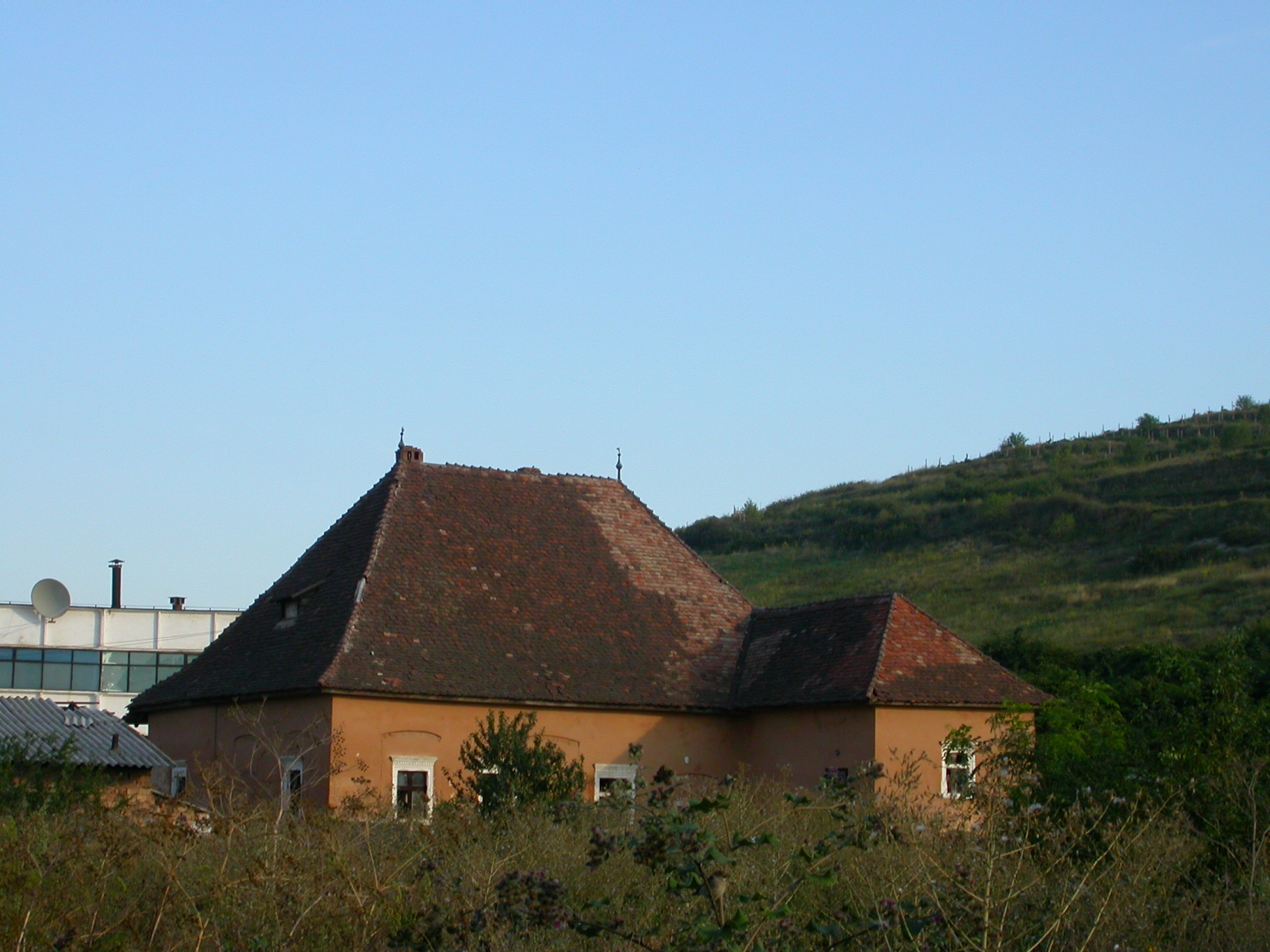
Castelul Eszterhazy